# 完美鄰居
《遇上完美鄰居的方法》（韓語：완벽한 이웃을 만나는 법）是韓國SBS於2007年7月25日起播放的水木迷你連續劇。

## 劇情介紹
鄭潤熙是J建設公司的秘書，有一天，潤熙的生活被一個大學教授白秀燦打亂了，她因為看不過秀燦靠女人生活而與他作對，而秀燦也對潤熙這個女人摸不著頭腦；另一方面，高慧美因家族關係被安排與俊錫結婚。面對著實力懸殊的競爭，潤熙反而與秀燦的關係愈見親密......。

## 演員陣容

### 主要人物
| 演員   | 角色   | 介紹                                                                       |
| 裴斗娜 | 鄭潤熙 | 一個平凡得可以的女人，在一間建設公司當秘書，因不喜歡新鄰居秀燦而與他作對。 |
| 金勝友 | 白秀燦 | 靠著女人生活的男人，是一個大學教授，搬進允熙所住的社區後，與她結成冤家。   |
| 朴施厚 | 尹俊錫 | 大公司的繼承人，雖然被安排了一段家族之間的婚姻，但他卻對潤熙感興趣。       |
| 閔智慧 | 高慧美 | 富家女兒，被家人安排與俊錫的婚姻。                                         |

### 其他人物
| 演員   | 角色   |
| 孫賢周 | 楊德吉 |
| 金成鈴 | 鄭美熙 |
| 朴元淑 | 潤熙母 |
| 鄭東煥 |        |
| 徐泉順 |        |
| 金善化 |        |
| 金東均 |        |
| 金藝玲 |        |
| 金正學 |        |
| 趙漢娜 |        |
| 朴光洙 |        |
| 安善英 |        |
| 申東宇 |        |
| 朴廣政 |        |
| 洪嘉英 |        |
| 殷珠熙 |        |
| 陸東日 |        |
| 金錫玉 | 俊錫母 |
| 金雷夏 | 姜警官 |

## 外部連結
- 韓國SBS（页面存档备份，存于） 

| SBS 水木劇                                | SBS 水木劇                                           | SBS 水木劇 |
| ----------------------------------------- | ---------------------------------------------------- | ---------- |
|                                           | 遇上完美鄰居的方法 （2007年7月25日 - 2007年9月27日） |            |
| 錢的戰爭 （2007年5月16日 - 2007年7月5日） | 說客 （2007年10月10日 - 2007年12月26日）             |            |